# Радиостанции Минска
В Минске имеется сеть радиостанций, вещающих на УКВ ЧМ. Большинство из них передаётся с теле- и радиовышки в г. п. Колодищи и с радиовышки на улице Коммунистическая, 6,  вещание в ДВ/СВ/КВ-диапазонах свернуто в 2016 году.

## УКВ — частоты
| Название          | Частота, МГц | RDS | Мощность (кВт) | Передатчик | Покрытие (км) | Важные даты в истории диапазона (запуск и замена радиостанций) |
| ----------------- | ------------ | --- | -------------- | ---------- | ------------- | -------------------------------------------------------------- |
| Радио "Культура"  | 70,43        | -   | 4              | Колодищи   | 74            | вещает с 1 октября 2003                                        |
| Белорусское радио | 71,33        | -   | 4              | Колодищи   | 76            | стерео пилот-тон с осени 2007                                  |
| Радиус-FM         | 72,11        | -   | 4              | Колодищи   | 74            | вещает с 1 января 2007                                         |
| Сталіца           | 72,89        | -   | 4              | Колодищи   | 76            | стерео пилот-тон с осени 2007                                  |

## FM — частоты
| Частота, МГц | Название                                       | Ссылка на поток                                                       | RDS | Мощн., кВт | Расч. радиус покрытия, км | Охват населения Республики Беларусь радиовещанием на 15.02.2024 | Передатчик                  | Важные даты в истории диапазона (запуск и замена радиостанций) |
| ------------ | ---------------------------------------------- | --------------------------------------------------------------------- | --- | ---------- | ------------------------- | --------------------------------------------------------------- | --------------------------- | --- |
| 87,5         | Радыё Relax                                    | http://live.radiorelax.by:8000/radiorelax                             | +   | 1          | 51                        | 31,84                                                           | Колодищи (телерадиостанция) | Начало вещания — 29.12.2017. Местная станция. Не имеет связи с московской радиостанцией Relax FM. |
| 87,9         | Народное радио                                 | http://live.novoeradio.by:444/live/narodnoeradio_aac128/icecast.audio | +   | 1          | 52                        | 38,73                                                           | Колодищи (телерадиостанция) | Начало вещания — 19.02.2015 (тест на 96,9), далее с 27.04.2015 и по 01.10.2021 на 102,5 (тестовое круглосуточное вещание с отбивками). 01.10.2021 - изменение частоты вещания на 87,9. |
| 92,4         | Радио-Минск                                    | http://93.84.113.142:8000/radio2                                      | +   | 2          |                           | 41,19                                                           | Колодищи (телерадиостанция) | Начало вещания — 01.03.2004. Городская радиостанция |
| 92,8         | Европа Плюс                                    | http://81.91.190.73:8000/europa                                       | +   | 0,5        | 49                        | 29,66                                                           | Колодищи (телерадиостанция) | с 30.12.2019 тестовый музыкальный эфир без ID. Позже с джинглами "Европа плюс". 26.11.2021 - эфир из Москвы + местные блоки из Полоцка, спустя 3 дня вновь нон стоп. 01.12.2021 - передатчик выключен. 25.12.2021 - передатчик включен, ретрансляция эфира Европа Плюс Полоцк 01.01.2024 - в Минске, Полоцке, Новополоцке и в Ушачах прекращено ретрансляция московской версии Европы Плюс. В эфире радиостанции по прежнему звучит музыка, реклама, новости и прогноз погоды, а также были изменены джинглы и появились собственные программы. Не имеет связей с российской версией Европы Плюс. |
| 93,7         | Юмор FM                                        | http://live.humorfm.by:8000/veseloe                                   | +   | 2          |                           | 72,75                                                           | Колодищи (телерадиостанция) | Начало вещания — 01.06.2014 в 10.00. Белорусская версия российской радиостанции Юмор FM с местными вставками и со своим форматом музыки. |
| 94,1         | Легенды FM                                     | http://live.legendy.by:8000/legendyfm                                 | +   | 1          | 45                        | 45,50                                                           | Колодищи (телерадиостанция) | Начало вещания — 16.07.2017 в 22:00. Формат — ретро музыка |
| 96,2         | Радио Победа                                   | https://radiopobeda.by/                                               | -   |            |                           |                                                                 | Колодищи (телерадиостанция  | Начало вещания - 25.04.2025 |
| 96,9         | Радио Ретро                                    | http://81.91.190.73:8000/retro                                        | +   |            |                           | 21,13                                                           | Колодищи (телерадиостанция) | Начало вещания — 8 июня 2022 года. Вещало радио Ретро FM. С 1 января 2024 года заменено на Радио Ретро с собственным эфирным программным наполнением. |
| 97,4         | МВ-радио (Минская волна)                       | https://stream2.datacenter.by/mvradio                                 | +   | 2          |                           | 33,14                                                           | Колодищи (телерадиостанция) | Начало вещания — 04.09.2004, с 04.09.2009 — «МВ-радио», 04.09.2013—11.02.2014 — ночные трансляции «Тёплая ночь» (23:00—06:00), с 09.2014 — вновь «Минская Волна». Областная радиостанция |
| 98,0         | Авторадио                                      | http://live.humorfm.by:8000/avtoradio                                 | +   | 1          | 53                        | 34,86                                                           | Колодищи (телерадиостанция) | Начало вещания — 30.08.2018. Местная станция, не имеет связи с московской радиостанцией Авторадио |
| 98,4         | Новое радио                                    | https://live.novoeradio.by:444/live/novoeradio_aac128/icecast.audio   | +   | 2          |                           | 65,94                                                           | Колодищи (телерадиостанция  | Начало вещания — 01.05.2004. Не имеет связей с Новым радио из России. (белорусский формат), август 2004 (зарубежная музыка), 2008 (electronic dance station), июль 2010 (Top 40). |
| 98,9         | Русское радио — Минск                          | https://stream.hoster.by/rusradio/russkoe/icecast.audio               | +   | 2          |                           | 24,25                                                           | Колодищи (телерадиостанция  | Начало вещания — 23.02.2001. Формат — русскоязычная поп-музыка |
| 99,5         | Радио Юнистар                                  | http://unistar.webcaramba.com/unistar_main128.mp3                     | +   | 2          |                           | 57,50                                                           | Колодищи (телерадиостанция  | Начало вещания — 22.12.2000 |
| 100,4        | ENERGY FM                                      | http://stream2.datacenter.by/energy                                   | +   | 1,5        |                           | 29,92                                                           | Колодищи (телерадиостанция) | Начало вещания — 01.09.2002 (как Хит-FM), 16.08.2011 (Хит-радио). Не имеет связи с французским брендом NRJ. |
| 101,2        | Пилот FM                                       | https://stream.hoster.by/pilotfm/pilot/icecast.audio                  | +   | 2          |                           | 46,10                                                           | Колодищи (телерадиостанция) | Начало вещания — 27.06.2003. Формат — CHR (Contemporary Hit Radio) |
| 101,7        | Центр FM                                       | http://stream2.datacenter.by/stream                                   | +   | 2          | 62                        | 51,00                                                           | Колодищи (телерадиостанция) | Начало вещания — 17.09.2018 (с 06:00 до 00:00) - один трек по кругу (The Prince Karma - Later Bitches), с 18.09.2018 — полноценное вещание Центр FM |
| 102,1        | Радио РОКС-Беларусь (ранее — Радио Рокс-Минск) | http://stream.hoster.by/radioroks/roks_hd/icecast.audio               | +   | 1          |                           | 63,05                                                           | Колодищи (телерадиостанция) | Начало вещания — 30.04.1997, 16.01.2005 — смена формата с Soft AC на Шансон |
| 102.5        | Компас FM                                      | https://radio.mil.by/live                                             | +   | 1          | 43                        | 21,55                                                           | Колодищи (телерадиостанция) | Начало трансляции — 07.05.2022. Радиостанция от военного информационного агентства Вооруженных Сил Республики Беларусь «Ваяр». Ранее на этой частоте вещало Народное радио. |
| 102,9        | "Культура"                                     | http://stream2.datacenter.by/kultura                                  | +   | 1          |                           | 99,53                                                           | Колодищи (телерадиостанция) | Начало вещания — 01.10.2003 |
| 103,7        | Радиус-FM                                      | http://stream2.datacenter.by/radiusfm_main                            | +   | 4          |                           | 99,31                                                           | Колодищи (телерадиостанция) | Начало вещания — 12.07.2003. Формат — CHR (Contemporary Hit Radio) |
| 104,6        | Супер FM                                       | http://stream2.datacenter.by/sfm                                      | +   | 1          |                           | 26,16                                                           | Колодищи (телерадиостанция) | Начало вещания — 19.02.2024. Формат — песни на русском языке. |
| 105,1        | Сталіца                                        | http://stream2.datacenter.by/stalica                                  |     | 1          |                           | 99,72                                                           | ул. Коммунистическая, 6     | Начало вещания — 30.04.2012 |
| 105,7        | Душевное радио                                 | http://stream.hoster.by:8081/pilotfm/audio/icecast.audio              | +   | 2          |                           | 42,40                                                           | Колодищи (телерадиостанция) | Начало вещания — 07.05.2014 в 12.00. Формат — русскоязычные и западные хиты 80-х, 90-х и 2000-х. |
| 106,2        | Первый Национальный канал Белорусского радио   | http://stream2.datacenter.by/1kanal                                   | +   | 2          |                           | 99,92                                                           | Колодищи (телерадиостанция) | Начало вещания — 01.01.2001 |
| 107,1        | Радио Мир                                      | http://stream2.datacenter.by/radiomir                                 | +   | 4          |                           | 70,13                                                           | Колодищи (телерадиостанция) | Начало вещания — 26.05.1997 |
| 107,9        | Альфа радио                                    | https://stream.hoster.by/sovbel/alpha/icecast.audio                   | +   | 2          |                           | 53,53                                                           | Колодищи (телерадиостанция) | Начало вещания — 21.03.1999 |

## Радиостанции, прекратившие вещание
- «Авторадио» (7 августа 1992 года — 12 января 2011 года). Частота вещания — 105.1
- «Радио Би-Эй» (24 марта 1993 года — 3 февраля 2023 года (в интернете — 7 февраля 2023 года). Частота вещания — 104.6
- «Радио 101.2» (21 июля 1995 года — 31 августа 1996 года). Частота вещания — 101.2
- «Радио Стиль» (позже — «Стиль-радио») (28 июня 1998 года — 27 июня 2003 года). Частота вещания — 101.2
- «Мелодии века» (7 сентября 2000 года — 3 февраля 2023 года (в интернете — 7 февраля 2023 года). Частота вещания  — 96.2
- «Хит FM» (позже — «Хит-радио») (1 сентября 2002 года — 1 июня 2019 года). Частота вещания — 100.4
- «Радио ОНТ» (26 ноября 2007 года — 17 сентября 2018 года). Частота вещания — 101.7